# Sholom Dovber Schneersohn
Sholom Dovber Schneersohn (in ebraico שלום דובער שניאורסאהן‎?, in russo Шнеерсон Шолом-Дов-Бер?, Šneerson Šolom-Dov-Ber; Ljubaviči, 24 ottobre 1860 – Rostov sul Don, 21 marzo 1920) è stato un filosofo, mistico e rabbino russo.
Rabbino ortodosso e quinto Rebbe (capo spirituale, in questo contesto) del movimento religioso chassidico Chabad-Lubavitch. Noto anche come il "Rebbe nishmosei eiden" ("la cui anima è nell'Eden") e il Rebbe Rashab (=Reb Sholom Ber). I suoi insegnamenti rappresentano l'emergere di un'enfasi sulle attività assistenziali che i rebbe successivi fecero diventare tema preponderante.

## Biografia
Nato a Lyubavichi (Lubavitch) il 20 Cheshvan 1860, secondo figlio di Shmuel Schneersohn, il quarto Rebbe Chabad. Nel 1882, quando suo padre morì, non aveva ancora 22 anni, e suo fratello maggiore Zalman Aharon non era molto più anziano di lui.  Seguì un periodo durante il quale entrambi i fratelli ebbero alcuni compiti di rebbe ma nessuno dei due si sentiva pronto ad assumerne il titolo e le responsabilità. Gradualmente il Rashab si assunse più responsabilità, specialmente nel trattare l'impatto delle "Leggi di maggio" e nel giorno di Rosh haShana 5653 (10 settembre 1892) accettò la guida del movimento Lubavitch.
Schneersohn fondò la prima yeshiva Chabad, chiamata Tomchei Temimim, nel 1897. Nel 1911 ne creò un'altra in Israele, la Toras Emes, e nel 1916 un'altra in Georgia.
Mantenne una lunga corrispondenza non solo con chassidim Chabad in altre nazioni ma anche con chassidim membri di altri gruppi che gli scrivevano per aver assistenza spirituale. Incontrò numerosi capi religiosi ebrei ed ebrei chassidici cooperando con loro in vari progetti educativi, strategici, unitari. Fu sempre tenuto in grande stima da Yisrael Meir Kagan (lo “Chofetz Chaim”), che parlando di lui disse: "le parole del Rebbe sono sante, e chiunque nel dibattere dissenta da lui [sappia che] è come se dissentisse da Mosè".
Schneersohn promosse poderi agrari ebraici e la creazione di occupazioni per ebrei, specialmente quelli che venivano afflitti dalle "Leggi di maggio". Fu un prominente opponente del Sionismo, sia nella versione secolare che religiosa, e forte alleato del rabbino Chaim Soloveitchik.
Nel 1915, quando i conflitti della prima guerra mondiale si avvicinarono a Lyubavichi, il Rashab si trasferì a Rostov sul Don, dove visse fino alla morte, che avvenne il 2 Nissan 5680.
Nel 1966, Durante la costruzione del "Palazzo dello Sport di Rostov", sopra il vecchio cimitero giudaico, le sue spoglie vennero rimosse segretamente da un devoto gruppo di chassidim e portate in altro loculo al "Cimitero Ebraico di Rostov", ove tuttora riposano.  La sua tomba viene visitata quotidianamente dai seguaci del movimento Chabad-Lubavitch che arrivano sul posto da tutto il mondo.
Nel 1902 andò con suo figlio, il sesto Rebbe, a trovare Sigmund Freud. Seguendo le raccomandazioni di Freud, il Rebbe RaSHaB iniziò a fare lunghe passeggiate. Visitò inoltre molte sinagoghe e incontrò numerose persone, molte delle quali non sapevano chi veramente fosse. Suo figlio ricorda un episodio interessante di questo periodo. Il Rebbe si era sempre dispiaciuto che suo padre, il MaHaRaSH, non avesse passato del tempo con lui o i suoi chassidim, raccontando loro le storie dei suoi predecessori e di altri Tzadikim. Ma, mentre si trovava a Vienna, il Rebbe iniziò ad avere sogni nei quali suo padre gli raccontava storie chassidiche. Durante le lunghe passeggiate che Freud gli aveva consigliato, Schneersohn a sua volta le raccontò a suo figlio.
Tra gli illustri discepoli del Rebbe Rashab si annoverano Itche Der Masmid, Nissan Neminov e Zalman Moishe HaYitzchaki.

## Opere
Noto informalmente come "Rambam di Chabad Chassidus" (dalla sua opera enciclopedica sullo sviluppo della filosofia chassidica Chabad come sistema organizzato), Rebbe Rashab fu scrittore prolifico di teologia Chabad.  Molti suoi libri sono stati pubblicati in ebraico e alcuni sono stati tradotti in inglese, disponibili online
- Sefer HaMa'amarim – 29 volumi di discorsi chassidici, organizzati per anno. Usati correntemente quali profonde opere enciclopediche di introduzione allo chassidismo Chabad “orale” (contrapposto a quello “scritto”, cioè la Tanya) studiati nelle yeshiva Chabad.
- Igros Kodesh – 5 volumi di lettere
- Toras Sholom – compilazione di discorsi pubblici
- Kuntres Uma'ayan – testo chassidico di base sulla autotrasformazione (contrapposta alla autonullificazione insegnata dalla filosofia Mussar) e rigetto dei desideri malefici, con metodo intellettuale e kabbalistico
- Kuntres HaTefillah – spiegazione delle preghiere Chabad
- Kuntres HoAvodah – ulteriori e approfondite analisi delle preghiere Chabad
- (EN) Maamar Veyadaata – Conoscere Dio, spiegazione dell'unione di Dio con l'Universo creato e come raggiungerne la comprensione e apprezzamento
- (EN) Maamar Heichaltzu - On Ahavas Yisroel, aspetti mistici, fonti e ragioni per amare il prossimo (base essenziale della Torah)
- (EN) Kuntres Eitz HaChayim – L'Albero della Vita – saggio sull'importanza del sapere
- (EN) Chanoch Lana'ar – La Volontà Etica, su chabad.org.
- (EN) Issa B'Midrash Tehillim - Bar Mitzvah Maamar – aspetti mistici del comandamento dei tefillin; discorso Chabad solitamente recitato dai ragazzi al loro bar mitzvah
- (EN) Sui sionisti e il Sionismo – Lettera di Rebbe Sholom Dovber, su jewsagainstzionism.com. URL consultato l'8 dicembre 2008 (archiviato dall'url originale il 23 novembre 2008).
- (EN) Citazioni di Rebbe Sholom Dovber di Lubavitch sul Sionismo, su jewsagainstzionism.com. URL consultato l'8 dicembre 2008 (archiviato dall'url originale il 14 dicembre 2008).
- (HE) Alcune opere pubblicate in ebraico, su chabadlibrary.org.